# Panthéon pyrénéen

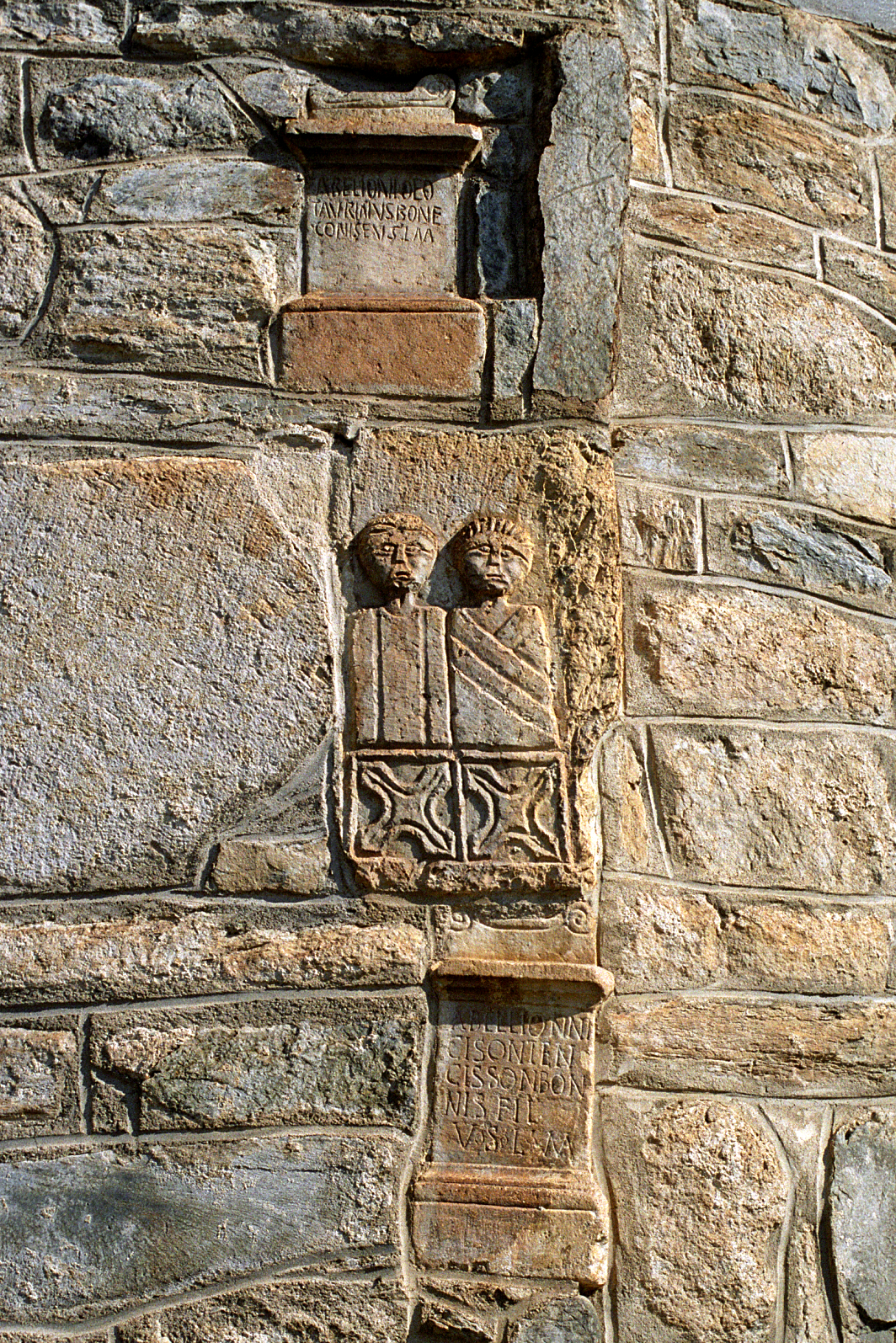
Église de Saint-Aventin, en vallée du Larboust : remplois de deux autels gallo-romains au dieu Abellio, encadrant le cippe funéraire d'un couple.

Le panthéon pyrénéen est l'ensemble des divinités ayant fait l'objet d'un culte dans les Pyrénées avant la conquête romaine et durant la période gallo-romaine. Les divinités de ce panthéon prolifique et hétéroclite (on en dénombre une quarantaine) semblent avoir été vénérées, à quelques exceptions près, de manière locale, sur des zones très restreintes. Certaines furent assimilées aux dieux romains.
Les noms de ces divinités sont le plus souvent issus de la langue aquitanique, forme ancienne du basque. Ils ont été conservés sur les inscriptions latines d'autels votifs pour la plupart découverts dans la région du Comminges.

## Origine des vestiges

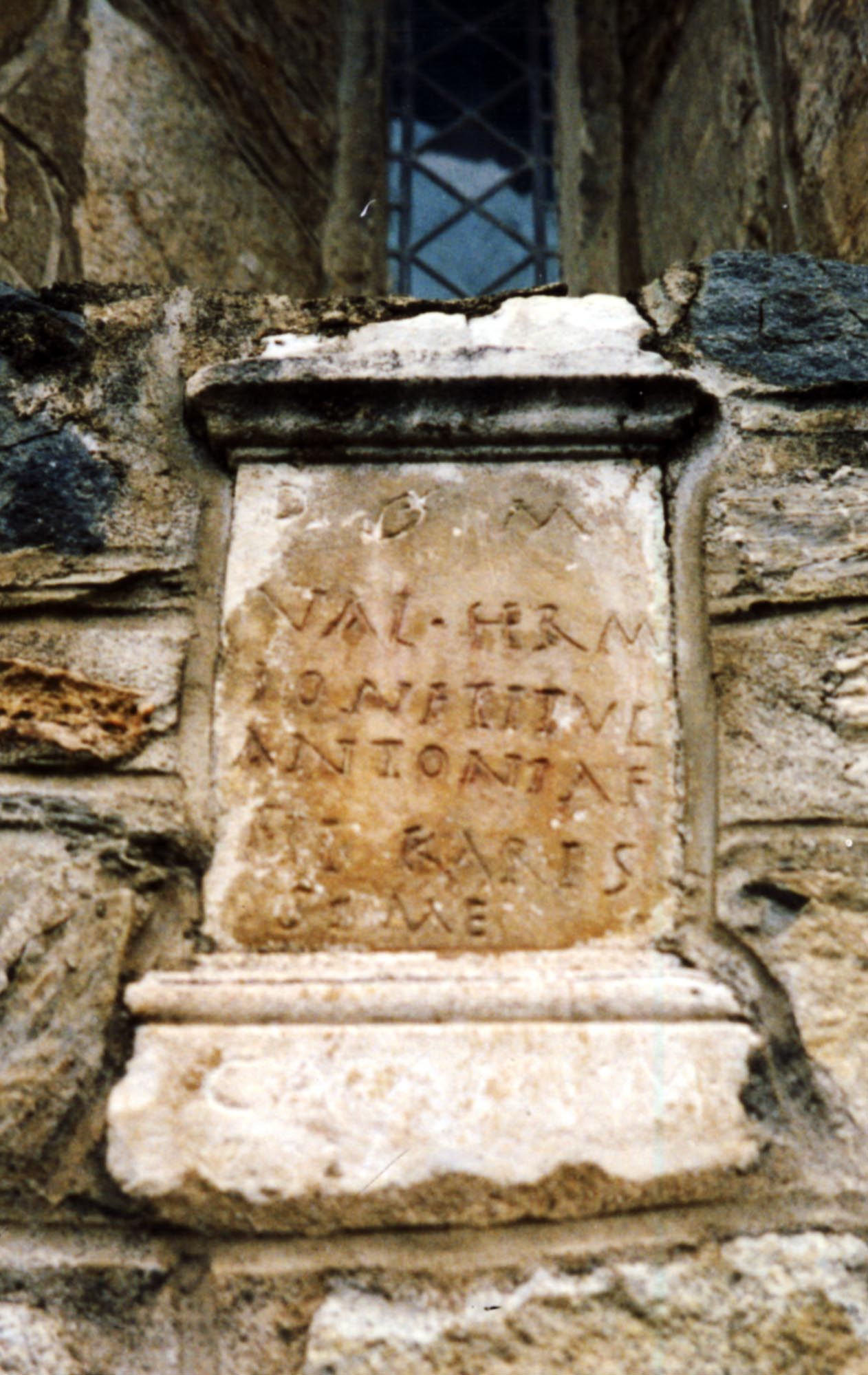
Exemple de remploi, toujours à l'église de Saint-Aventin, mais cette fois d'un autel funéraire (dédié aux dieux Mânes du défunt).

Les noms des divinités pyrénéennes qui ont subsisté (une quarantaine) proviennent essentiellement d'inscriptions latines relevées sur des autels votifs datant du Ier au IVe siècle de notre ère. Bon nombre de ces autels furent retrouvés, au même titre que différents vestiges tels que des autels funéraires, réemployés dans la maçonnerie des chapelles et églises romanes pyrénéennes.
Un important travail d'épigraphie fut réalisé dès le XVIe siècle (Joseph Juste Scaliger au XVIe siècle ; Arnauld Oihénart au XVIIe siècle). Il fut suivi au XVIIIe siècle de recherches, de mises à jour et de constitutions de collections privées (ainsi celle du chevalier Pierre Rivalz, à l'origine de la collection du musée des Antiques de Toulouse). Au XIXe siècle il faut signaler le travail, important quoique douteux, d'Alexandre du Mège, mais surtout celui de Julien Sacaze dont l'œuvre continue à faire référence aujourd'hui. Le XXe siècle se signale par des découvertes (ou des redécouvertes) éparses, la plus importante étant sans doute le sanctuaire consacré à la divinité Erriape, à Saint-Béat.
Beaucoup de ces vestiges, qui avaient fait l'objet de relevés, ainsi que des lieux de culte attestés, comme le lieu-dit Aruse (de Harauso ?) à Cier-de-Rivière, ont totalement disparu.
La plupart des vestiges subsistants, mis à part ceux qui sont toujours utilisés en remploi dans les murs de certaines églises, ont été transportés dans des musées : le Musée des Augustins à Toulouse (par l'archéologue du XIXe siècle Alexandre du Mège), le Musée Saint-Raymond de Toulouse, le Musée d'archéologie nationale de Saint-Germain-en-Laye, le musée de Luchon, etc. Quatre autels votifs, provenant des environs de Saint-Béat et de l'ancienne église d'Arlos, se trouvent au musée Dobrée à Nantes (legs de Maurice Gourdon).

### Leur répartition géographique
La plus grande partie des autels votifs a été recueillie dans le Comminges (sur l'ancien territoire des Convènes, recouvrant essentiellement le sud du département de la Haute-Garonne et une partie des Hautes-Pyrénées) ainsi qu'en Val d'Aran (entité espagnole géographiquement liée au Comminges). La très grande majorité est surtout située tout au long de la haute vallée de la Garonne (depuis la plaine de Rivière en passant par Saint-Bertrand-de-Comminges jusqu'à Saint-Béat) et de la vallée de la Pique et du Larboust, autour de Bagnères-de-Luchon.
La plaine de Rivière (plaine de la Garonne), avec les communes de Cier-de-Rivière, Ardiège, Martres-de-Rivière, Labarthe-Rivière, a connu à l'époque gallo-romaine une occupation importante, que justifie la croyance locale, certes exagérée, selon laquelle « un chat pouvait aller de Saint-Bertrand de Comminges à Valentine en sautant de toit en toit ».
L'influence d'une ville importante à l'époque comme Lugdunum Convenarum et des thermes fameux de Bagnères-de-Luchon, la présence en conséquence dans ces régions de fractions de la population converties aux mœurs romaines et sacrifiant aux dieux à la façon romaine, la proximité de carrières de marbre (comme à Saint-Béat), expliqueraient cette répartition.

## Les cultes, leur origine et leur diffusion
Un bon tiers des théonymes ne sont attestés que par une seule découverte isolée. Pour les autres, à l'exception du dieu Abellio vénéré dans tout le Comminges, leur aire d'influence est restreinte. Dans le sud de l'Aquitaine, les populations étaient fractionnées, comme le signalaient à l'époque les historiens Strabon et Pline l'Ancien ; les communautés montagnardes vivaient dans une grande autarcie, ne connaissant que peu de contacts les unes avec les autres. Ces cultes étaient locaux et n'avaient que très peu de diffusion.
Certaines divinités ne sont connues que par des dédicaces issues d'un seul sanctuaire : à Montsérié, un sanctuaire au dieu Erge contenait vingt-quatre dédicaces ; près de Saint-Béat, vingt autels étaient dédiés à Erriape ; à Ardiège, vingt autels au dieu Leheren étaient réemployés dans la chapelle Saint-Pierre (aujourd'hui détruite) et l'église paroissiale ; un de plus fut retrouvé à Franquevielle, à une douzaine de kilomètres à vol d'oiseau, ce qui laisse supposer l'existence à proximité d'un ancien sanctuaire consacré à cette divinité. De même pour le dieu Artahe, dont six autels furent retrouvés à Saint-Pé-d'Ardet. L'extension du culte de ces divinités ne semble pas aller au-delà de leur sanctuaire.
Dans d'autres cas, il est possible d'identifier une petite aire à l'intérieur de laquelle certaines divinités étaient vénérées : les cinq autels à la déesse Lahe sont situés dans la vallée de la Louge. Sept autels au dieu Ageio sont situés entre la vallée de Campan et Montréjeau. Le dieu Six-Arbres (Sexsarbor) est vénéré dans la vallée de l'Arbas.

### Origine des théonymes
Si les noms de ces divinités furent latinisés lorsqu'insérés dans des inscriptions latines, il ne fait cependant aucun doute que les noms des dieux pyrénéens sont issus d'une langue antérieure à la présence romaine.
Achille Luchaire fut le premier à signaler en 1879 la ressemblance entre certains de ces noms et le basque, même s'il attribua à la plupart d'entre eux, comme il était de coutume en son temps, des racines celtiques ou gauloises.
Depuis, de nombreuses controverses et querelles d'école ont eu lieu sur les rapprochements possibles des noms de ces divinités avec des racines ibères, celtiques et basques, voire « ligures ». D'une part, l'extension de la langue basque (ou plutôt proto-basque) sur une grande partie des Pyrénées semble attestée par la toponymie. D'autre part, le déchiffrement de l'ibère et sa distinction du celtibère, l'abandon de l'hypothèse du basco-ibérisme ont permis dans les années 1950 les recherches de Koldo Mitxelena et de René Lafon, puis plus récemment celles de Joaquín Gorrochategui, mettant en valeur la multiplicité des pistes sémantiques et rendant moins assurés, malgré des homonymies parfois frappantes, les rapprochements possibles avec les vocables du basque moderne.
La terminaison en -e est fréquente dans les noms des dieux pyrénéens. Cette terminaison est soit un datif, soit une forme indéclinable de la langue aquitanique. Quant aux différentes variantes d'un même nom (par exemple celles de Baigorix ou de Harauso), trouvées parfois sur des autels d'un même lieu (comme c'est le cas pour Alardos / Alardost à Cierp-Gaud), elles peuvent laisser entendre des difficultés de transcription en latin des sonorités de la langue aquitanique, d'adaptation aux déclinaisons de la langue latine mais aussi une connaissance approximative de celle-ci au sein même des classes les plus romanisées de la population.

### Assimilation aux dieux romains
Le culte des dieux locaux se poursuivit en parallèle avec celui des dieux romains nouvellement implantés (ou d'autres dieux comme Cybèle et Mithra, d'origine orientale) et il fut fait comme ailleurs une assimilation fréquente des uns et des autres. Jupiter se voit identifié au dieu local Beisirisse ; il est invoqué en tant qu’Auctor bonarum tempestatium, « dispensateur des bonnes saisons », attribution qu'on ne retrouve nulle part ailleurs ; il est représenté sans sa barbe à Hèches. Mars, abondamment adapté aux dieux locaux (Leheren, Sutugius, Dahus, Arixo et, toujours en Aquitaine mais hors du secteur pyrénéen, au dieu Lelhunnus à Aire-sur-Adour), était célébré durant le mois qui lui était consacré, dernière période de l'année où peuvent survenir des intempéries et par conséquent période de sacrifices propitiatoires (correspondant aux « Saints de Glace » chrétiens)[réf. nécessaire]. Selon Olivier de Marliave, ces cultes auraient subsisté au travers des traditions des Prestous, des Bacairols et des Malevats de l'Ariège et de l'Andorre[réf. à confirmer]. Apollon est peut-être représenté par Abellion. Minerve figure sous les traits de Belisama. La plupart des autres sont des divinités topiques : Dis Montibus, « aux dieux des montagnes », la Foudre, les Sources, et de nombreuses Nymphes.
Les représentations visuelles des divinités sont postérieures à l'occupation romaine, les Gaulois n'ayant pas coutume de représenter leurs dieux sous forme humaine, à l'instar des peuples germains dont parle Tacite : « Emprisonner les dieux dans des murailles, ou les représenter sous une forme humaine, semble aux Germains trop peu digne de la grandeur céleste. Ils consacrent des bois touffus, de sombres forêts ; et, sous les noms de divinités, leur respect adore dans ces mystérieuses solitudes ce que leurs yeux ne voient pas ».

## Postérité
Le souvenir des dieux anciens s'est lentement estompé de la mémoire locale. La découverte des autels au XIXe siècle a ranimé l'intérêt des lettrés, mais aussi de quelques poètes dont le plus connu est José-Maria de Heredia. Séjournant quelque temps à Marignac, au confluent de la Garonne et de la Pique[réf. souhaitée], il a eu connaissance des autels votifs de la région, car il fait directement référence à certains d'entre eux dans plusieurs poèmes de son recueil Les Trophées. C’est particulièrement le cas avec Le vœu :
Aujourd'hui, comme aux jours d'Iscitt et d'Ilixon,
Les sources m'ont chanté leur divine chanson ;
Le soufre fume encore à l'air pur des moraines.
C'est pourquoi, dans ces vers, accomplissant les vœux,
Tel qu'autrefois Hunnu, fils d'Ulohox, je veux
Dresser l'autel barbare aux Nymphes Souterraines.
On pourrait encore citer les poèmes L'exilée (...Tu dresses des autels aux Monts hospitaliers / Dont les Dieux plus prochains te consolent de Rome), Le Dieu Hêtre, Aux Montagnes divines...
Le dieu Abellio a inspiré son nom de plume à l'écrivain Raymond Abellio.
Plus près de nous, en 1997, une divinité pyrénéenne inspire à l'écrivain Philippe Ward le roman fantastique Artahe : dans un petit village des Pyrénées se perpétuerait le culte de ce « Dieu-Ours ».
Enfin, la dernière-née des stations de sports d'hiver pyrénéennes, Nistos-Cap Neste, a placé sa communication sous l'appellation de Domaine des dieux. Les pistes principales portent des noms de dieux : Ergé, Sylvain, Cybèle, Abellio, Belisama, Ageion, Arixo, Fagus.

## Liste des principaux dieux pyrénéens
Les graphies pouvant varier d'un autel à l'autre (doublement de consonne par exemple) et la question des déclinaisons n'étant toujours pas résolue à l'heure actuelle, la manière dont les noms de divinités sont transcrits dans cette liste n'est qu'indicative.

### Divinités attestées
- Abellio (ou Abellion), probablement le dieu le plus important de la chaîne pyrénéenne, est attesté par quatorze inscriptions en Haute-Garonne à Aulon, Billière, Boutx ou Boucou (hameau de Sauveterre-de-Comminges), Burgalays, Cardeilhac, Fabas, Garin, Montauban-de-Luchon, Saint-Aventin et Saint-Béat[20].

Le grand nombre d'autels votifs découverts en ces lieux (et parfois conservés comme dans les murs de l'église de Saint-Aventin) témoigne de l'importance de son culte. L'origine du théonyme comme la fonction de la divinité restent controversés.
En Bigorre, entre les vallées de Lesponne et de l'Oussouet, on trouve aussi la croix de Beliou. Sur une face, elle porte un visage rond. Le folkloriste Olivier de Marliave y voit (sans plus de preuve que la proximité de nom) un ancien autel païen consacré au dieu Abellion, retaillé en croix aux débuts de l'implantation chrétienne. La tradition en fait la tombe de Millaris, le vieux pâtre des légendes fondatrices de la mythologie pyrénéenne.
- Æreda : dieu attesté à Siradan (Haute-Garonne).
- Ageio(n) : des autels furent découverts à Asque, Baudéan, à la Coume des Arés (commune d'Esparros), au hameau de Rebouc à Hèches, à Montégut. Divinité locale d'une collectivité habitant les Baronnies (Hautes-Pyrénées), Ageio est devenu dieu protecteur du pagus (zone administrative romaine) puis de ses activités de métallurgie du fer[21],[22].
- Aherbelste : un autel a été trouvé en Haute-Garonne mais son origine s'est perdue (Aulon[5] ou Saint-Aventin ou plus probablement Landorthe[23]). Pour l'étymologie, on a proposé les racines basques aker (bouc) ou harri (pierre) ; et la racine belex / bels, à rapprocher du basque beltz ou de l'ibère beles (noir). Cela n'est pas sans rappeler le « bouc noir » devenu plus tard figure du Diable et maître du sabbat. On a voulu voir en Aherbelste l'origine du nom du Larboust[24], vallée près de Bagnères-de-Luchon.
- Alardos : à Valcabrère et Cierp-Gaud (Haute-Garonne). Alardostus : à Cierp-Gaud[25]. On ne sait si l'on peut identifier cette divinité avec le dieu Alar dont un autel fut aussi trouvé à Cierp-Gaud[26].
- Algassis[27] : à Galié (Haute-Garonne).
- Ande : déesse dont un autel fut trouvé à Caumont (Ariège).
- Andos, Andose, Andossus : ce terme ne se rencontre jamais seul mais toujours associé au nom d'une autre divinité, comme le dieu romain Hercule à Saint-Élix-Theux (Gers) et Narbonne (Aude) ou le dieu pyrénéen Basce à Melles (Haute-Garonne) (voir Basce). Aussi pense-t-on qu'il s'agit, plutôt que du nom d'une divinité, d'une épiclèse (épithète décrivant une qualité divine) pouvant aussi bien convenir à Hercule qu'à Basce[28]. Andossus est aussi un des noms de personne les plus répandus dans l'Aquitaine antique, sous une forme simple ou composée[29] d'où son apparition sur d'autres autels en tant que dédicant. L'élément and- se rencontrant dans de très nombreux noms en Europe, avec des origines et significations différentes[30], il est difficile de trancher entre les étymologies celtique ou basque (ainsi la racine basque (h)andi- signifiant grand) que l'on a pu proposer.
- Arixo : à Loudenvielle (Hautes-Pyrénées). Assimilé au dieu Mars. Ou chêne divinisé (aritza en basque).[réf. nécessaire]
- Arpenninus : à Cardeilhac[31] (Haute-Garonne).
- Arsilunnus : à Argein (Ariège). Comme pour Astoilunnus plus bas, on ne sait pas trop si l'on peut confondre ce dieu avec Ilunnus[32]. Le premier lexème semblent plausible à partir du basque, (h)artz ("ourse"). Voir Ilunnus.
- Artahe, Artehe : cinq dédicaces découvertes à Saint-Pé-d'Ardet et une dans la commune voisine de Lourde[33], ce qui laisse entendre la proximité d'un ancien sanctuaire[1]. Arte veut dire chêne vert en basque (Quercus ilex). Le nom du dieu et le toponyme Ardet sont à mettre en relation. Culte de l'Ours[réf. souhaitée] : Artz en basque ; art en celte ; artus en gaulois signifient « ours ».
- Astoilunnus : à Saint-Béat (Haute-Garonne). Les deux lexèmes semblent claires à partir du basque, asto ("âne") eta ilun ("foncé").
- Baeserte : à Gourdan-Polignan hameau du Bazert (Haute-Garonne). Le rapprochement avec le basque baso (lieu sauvage, forêt) a été retenu par de nombreux chercheurs. Le nom du lieu de la découverte (Croix-du-Bazert, hameau du Bazert) est bien sûr à mettre en relation avec ce dieu. La présence inhabituelle, sur les faces latérales de l'autel, d'un sanglier et de ce qui semble une amphore à vin et non d'un vase à libation ont orienté l'interprétation vers des banquets rituels de type celtique liés à la chasse et au vin, plutôt que vers un culte votif à la façon romaine[34].
- Baiase : à Bazus-Neste[5] (Hautes-Pyrénées). Encore une fois, le théonyme et le toponyme ont été rapprochés.
- Baiosis : à Gourdan-Polignan[5] (Haute-Garonne).
- Baigorix : à Huos ; Baigoris : à Balesta ; Baicorrix : au hameau de Montmajou (Cier-de-Luchon) ; Buaicorix : à Labarthe-Rivière. Le rapprochement avec le toponyme basque Baigorri est admis, ce qui fournirait une étymologie ibai gorri (rivière rouge)[35].
- Basce : à Melles (Haute-Garonne), où ce nom est associé à Andossus. Peut-être faut-il voir un rapport entre Basce et le toponyme actuel Bachos, les toponymes médiévaux Vaxosio et Baxosium et le théonyme Vaxus (voir Vaxus), ou encore avec l'aranais badè / basè (terrain accidenté) ou le basque baso (lieu sauvage, forêt)[36].
- Beisirisse : à Cadéac (Hautes-Pyrénées), où il est assimilé à Jupiter[37].
- Belgo(n) : à Gazost (Hautes-Pyrénées). Divinité des eaux[38].
- Boccus : Boccus Harauso au hameau de Boucou dans la commune de Sauveterre-de-Comminges ; Bocco Harouso à Aulon ; Boucco à Valentine (Haute-Garonne). Le lien entre le nom du dieu et celui du hameau Boucou a été retenu. Possible relation à Bacchus (Dionysos) et au Liber Pater italique.[réf. souhaitée]
- Boriennus : à Anla[5] (Hautes-Pyrénées).
- Buaicorix : voir Baigorix.
- Carpentus : à Huos, Péguilhan, Sarrecave (Haute-Garonne). Son nom pourrait venir d'une racine celtique carbanto signifiant char.
- Dahus : à Gourdan-Polignan[5] (Haute-Garonne). Assimilé au dieu Mars.
- Eberri : à Gensac-de-Boulogne (Haute-Garonne).
- Edelat : un autel dont l'origine s'est perdue (Benque ou Eoux ou Montoulieu-Saint-Bernard, en Haute-Garonne)[39].
- Ele (ou Elhe) : à Eup (Haute-Garonne).
- Erda : à Créchets (Haute-Garonne).
- Erditse : une dédicace aujourd'hui disparue, probablement d'origine pyrénéenne[40], fut vue à Toulouse par Scaliger au XVIe siècle[41].
- Erge : l'étymologie du nom de ce dieu reste incertaine. À proximité de Montsérié (Hautes-Pyrénées) se trouvait un important sanctuaire : on y découvrit un très beau masque de bronze, plus d'une vingtaine d'autels votifs consacrés à Erge, sept à Mars et un à Jupiter. Mais contrairement à Leheren qui fut assimilé à Mars à Ardiège, le nom de Erge n'est jamais accolé à celui de dieux romains[42]. Certaines structures près du temple semblent remonter au IIIe siècle av. J.-C. ; de nombreux objets sont datés du Ier et IIe siècles.
- Erriape : à Saint-Béat (Haute-Garonne), 21 autels furent découverts en 1946 près du Malh de las Higuras (falaise des visages), conservés au musée de Saint-Bertrand de Comminges. Dieu de la montagne, il devint protecteur des marbriers avec le développement de cette activité.
- Expercennius : à Cathervielle (Haute-Garonne).
- Fagus : au hameau de Ladivert à Saint-Béat (Haute-Garonne) et, dans les Hautes-Pyrénées, entre Tibiran-Jaunac et Générest. Fagus est le hêtre en latin. Tout comme Sexsarbor (Six-Arbres), ce nom représente sans doute la traduction latine du nom d'un dieu pyrénéen ou l'interprétation d'un concept propre à la vie sacrée locale[43].
- Garre : à Chaum et Cierp-Gaud (Haute-Garonne). Si le lien entre le nom du dieu et celui du pic du Gar fait partie des certitudes (on trouve aussi le toponyme Garraux au pied du pic), rien ne permet d'assurer que Garre serait une montagne divinisée, comme on se plaît à le répéter depuis l'époque romantique. Pour l'étymologie, les tentatives de rapprochement avec le basque moderne sont peu convaincantes[44] (voir aussi l'article Kʰar).
- Harauso ou Harouso : voir Boccus.
- Herauscorritsehe : à la chapelle de la Madeleine, Tardets-Sorholus (Pyrénées-Atlantiques).
- Horolat : à Chaum (Haute-Garonne).
- Idiatte : à Saint-Pé-d'Ardet (Haute-Garonne).
- Ilixo(n) : à Bagnères-de-Luchon et Montauban-de-Luchon (Haute-Garonne). Le toponyme Luchon est une évolution du nom de ce dieu honoré chez les Onesii. Un seul autel fut découvert sur le site même des thermes romains, ce qui n'est pas suffisant pour faire d'Ilixon un dieu des sources ou guérisseur[45], d'autant que de nombreux autels y étaient dédiés aux Nymphes.
- Ilumber ou Ilumberris : à Saint-Béat et Saint-Bertrand-de-Comminges, dans la Haute-Garonne. On apparente sans trop de doute la seconde partie du nom de ce dieu au mot basque berri signifiant « nouveau ». La première partie a été rapprochée, soit de la racine ibère ilur- que l'on trouve dans les noms divins Ilurberrixus, Iluron ou Ilurgorri, soit de ilun- comme dans Ilunnus[46]. Pour l'étymologie, voir Ilunnus et Iluro(n).
- Ilunnus : à Bagnères-de-Luchon et Juzet-de-Luchon ; Ilunus : à Montauban-de-Luchon et Cadéac (Hautes-Pyrénées) ; Ilun : à Cierp-Gaud (ou Melles). On voit dans le nom de ce dieu soit une étymologie basque à mettre en parallèle avec les termes modernes ilun (sombre, obscur) ou bien hil (tuer), soit comme pour Iluro(n) une racine ibère signifiant « la cité ». Ilunnus est aussi utilisé comme épithète qualifiant Hercule à Narbonne[47].
- Ilurberixus : à Tibiran-Jaunac (Hautes-Pyrénées), Escunhau (Val d'Aran) et sans doute Saint-Pé-d'Ardet[48].
- Ilurgorri : à Sariac-Magnoac (Hautes-Pyrénées).
- Iluro(n) : à Mondilhan (Haute-Garonne). Le nom de ce dieu est à rapprocher du toponyme antique Iluro, origine étymologique probable d'Oloron et de la vallée du Louron. Ce toponyme se rencontrant aussi en Espagne, près de Barcelone, près de Malaga, on estime qu'il provient d'une racine ibère iltur- / ildur-, transcrite en ilur sur les textes latins[49]. Il a été aussi proposé une ancienne racine basque ili- (donnant hiri en basque contemporain)[50]. Dans les deux cas, cela signifierait « la cité ».
- Iscittus : à Garin (Haute-Garonne).
- Kantae Niskae[51] : nymphes ou divinités des sources thermales d'Amélie-les-Bains (Pyrénées-Orientales).
- Lahe : cinq autels votifs dédiés à cette déesse furent retrouvés dans la vallée de la Louge, à Alan, Castelnau-Picampeau, Francon, Marignac-Laspeyres, Sana (Haute-Garonne). Raymond Lizop en faisait une divinité des eaux, sans aucun argument à l'appui. Une confrérie religieuse existait sous le patronage de Lahe[52].
- Larraso(n) : deux inscriptions latines et un petit sanctuaire à ce dieu ont été trouvés dans la Montagne d'Alaric, près de Moux (Aude)[53].
- Leheren, Leherennus ou Leherenn[54] : vingt autels votifs trouvés à Ardiège (Haute-Garonne) et un à Franquevielle (Haute-Garonne) laissent supposer l'existence à proximité d'un ancien sanctuaire consacré à cette divinité[1]. Leheren a été assimilé au dieu Mars. Pour l'étymologie, les rapprochements malaisés qu'on a voulu faire avec le basque (lehena, premier ; leher, exploser) demeurent peu convaincants[55].
- Sexsarbor : le dieu « Six-Arbres » était vénéré à Arbas et Montespan (Haute-Garonne).
- Stolocus[56] : à Asque (Hautes-Pyrénées).
- Sutugius : à Saint-Plancard (Haute-Garonne). Assimilé au dieu Mars.
- Vaxus : à Montauban-de-Luchon (Haute-Garonne).
- Xuban : à Arbas (Haute-Garonne).

### Divinités inventées ou douteuses

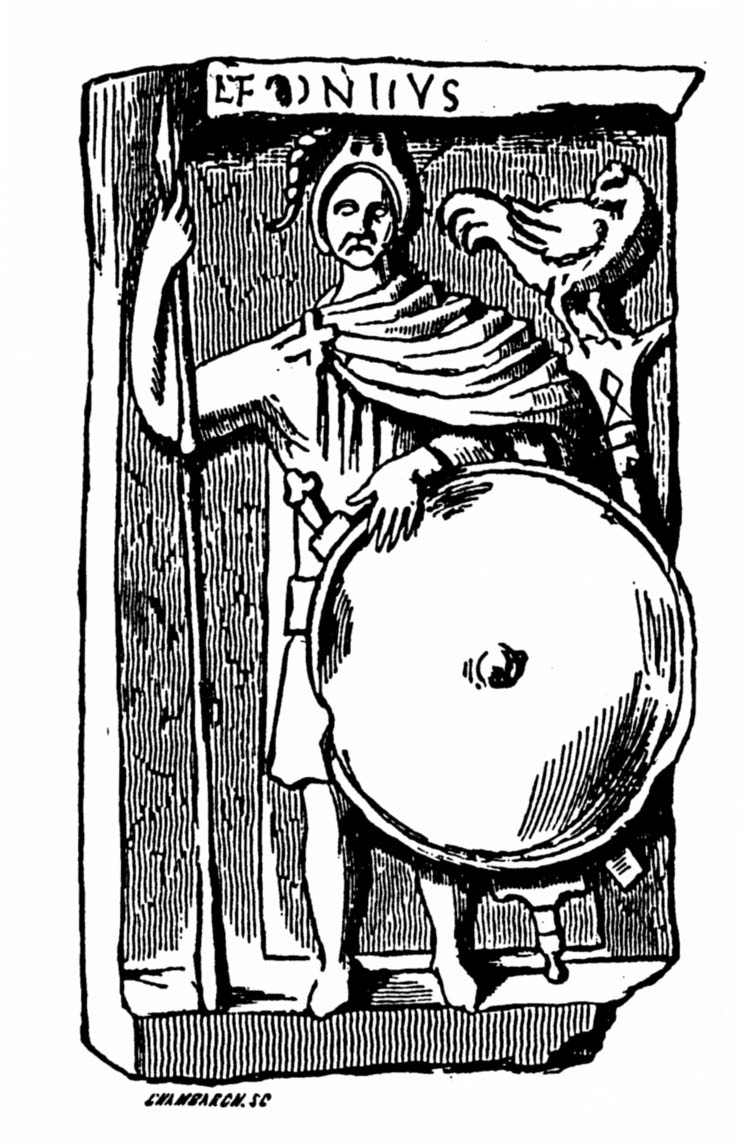
Stèle funéraire du légionnaire romain Lepontius, trouvée à Strasbourg. Prosper Mérimée en fit une lecture fautive et crut qu'il s'agissait d'un autel au dieu pyrénéen Leherennus.

Dans l'enthousiasme de la découverte, de nombreux archéologues du XIXe siècle, souvent des amateurs, firent de mauvaises lectures et traductions du latin, ou même inventèrent de nouveaux dieux. C'est ainsi que la liste des divinités pyrénéennes se multiplia avec des théonymes non attestés.
- Aceio : mauvaise lecture[59] du dieu existant Ageio. Voir Ageio.
- Andli : mauvaise lecture de l'autel de Caumont dédié à la déesse Ande par Alexandre du Mège[60], puis fausse localisation à Bagnères-de-Luchon par Héliodore Castillon d'Aspet[61]. Voir Ande.
- Agho : mauvaise lecture par Oïhénart au XVIIe siècle d'un autel à Ageio trouvé à Asque[62]. Voir Ageio.
- Arardus : falsification ou mauvaise lecture[63] ?
- Armaston : un autel fictif à Valcabrère, encore une invention de Du Mège[64].
- Arteia : variante inventée du dieu existant Artahe. Voir Artahe.
- Averanus : divinité inventée par Alexandre du Mège, qui lui attribua un autel à Melles, sans doute pour fournir une étymologie au col d'Auéran dans le massif du Crabère[1].
- Barca ou Barga : encore une fausse divinité due à Du Mège[65].
- Cagiris, voir Kagiri.
- Dunsio ou Dunzio : mauvaise lecture[64].
- Eviguris : mauvaise lecture[66] ?
- Helioucmoun ou Heliougmoun : probable invention de Du Mège[67].
- Kagiri : mauvaise lecture par Castillon d'Aspet[68] (milieu XIXe) d'un autel funéraire d'Arguenos (Haute-Garonne), qu'il avait pris pour un autel votif. L'archéologue amateur fit de ce dieu inventé la divinité du pic de Cagire.
- Lavictus, ou Mars Lavictus : mauvaise lecture d'un autel de Pouzac (Hautes-Pyrénées) dédié à Mars Invictus[69] (Mars invincible).
- Lex : ce dieu, qui aurait donné son nom au village de Les (Val d'Aran), est l'œuvre d'un faussaire[70].

Julien Sacaze relève encore de nombreux autres faux dieux pyrénéens, comme Eteioi (lecture fautive que fit Du Mège d'un autel de Saint-Béat dédié à Jupiter), Sir (lecture fautive du latin servus, « esclave », sur un autel à Galié), Nardosion (mauvaise lecture de l'autel de Cierp-Gaud dédié à Alardostus), Tuste (œuvre d'un faussaire), Arithras (mauvaise lecture d'un autel au dieu Mithra), Nethon (mauvaise lecture de l'autel d'Ageio à Baudéan), Teotan, Isornaus, Teixonox, Aplato, Aram, Sosoni, Belex, Serona, Souloumbrié, etc.